# Contea di Muscogee
La contea di Muscogee (in inglese Muscogee County) è una contea dello Stato della Georgia, negli Stati Uniti. La popolazione al censimento del 2000 era di 186 291 abitanti. Columbus è l'unico comune della contea, e ne gestisce le funzioni.